# 吉川雅夫
吉川 雅夫（よしかわ まさお、1934年12月13日 - 2019年4月10日）は、日本のマリンバ奏者。愛知県名古屋市生まれ。20代に東京に活動拠点を変更して以来、東京を活動の中心地とした。2019年4月10日 急性心筋梗塞のため死去。

## 略歴
音楽家であった父から木琴の指導を5歳から受け、父のアコーディオン伴奏で日本各地で演奏をする。天才木琴少年としてラジオやテレビ放送にも出演していた。
高校生の時に平岡養一の演奏を聴き、プロになることを決意。武蔵野音楽大学ピアノ科に入学。在学中よりスタジオ・ミュージシャンとして活動。スタジオ・ミュージシャン歴60年間で録音総数は3万曲に上る。
見砂直照（東京キューバン・ボーイズ）のマリンバ奏者、越路吹雪の日生劇場でのロングリサイタルの専属バンドメンバーを務めた。
卜部茂子・野口道子と共に[東京マリンバトリオ]を結成 ソロコンサートに加えてトリオで日本各地にて演奏。2003年にはアメリカ、サンディエゴに招聘され演奏。
常に「観客の親しみやすい楽曲」を信条に、70年の長きにわたり日本全国で演奏活動。クラシック、ラテン、ラグタイム・ミュージック等幅広いレパートリーを得意とした。
2019年4月10日 急性心筋梗塞のため死去。

## ディスコグラフィー
- 「シャレード」東京マリンバトリオ 1993年（ビクター）
- 「THE ENKA」東京マリンバトリオ 1995年(コロンビア)
- 「パリのアメリカ人」独奏と2重奏 2015年